# Willow Hill (Illinois)
Willow Hill es una villa ubicada en el condado de Jasper en el estado estadounidense de Illinois. En el Censo de 2010 tenía una población de 230 habitantes y una densidad poblacional de 85,47 personas por km².

## Geografía
Willow Hill se encuentra ubicada en las coordenadas 38°59′45″N 88°1′19″O / 38.99583, -88.02194. Según la Oficina del Censo de los Estados Unidos, Willow Hill tiene una superficie total de 2.69 km², de la cual 2.69 km² corresponden a tierra firme y (0%) 0 km² es agua.

## Demografía
Según el censo de 2010, había 230 personas residiendo en Willow Hill. La densidad de población era de 85,47 hab./km². De los 230 habitantes, Willow Hill estaba compuesto por el 96.52% blancos, el 0.87% eran afroamericanos, el 1.74% eran amerindios, el 0.87% eran asiáticos, el 0% eran isleños del Pacífico, el 0% eran de otras razas y el 0% pertenecían a dos o más razas. Del total de la población el 0% eran hispanos o latinos de cualquier raza.